# Villa Rosebery

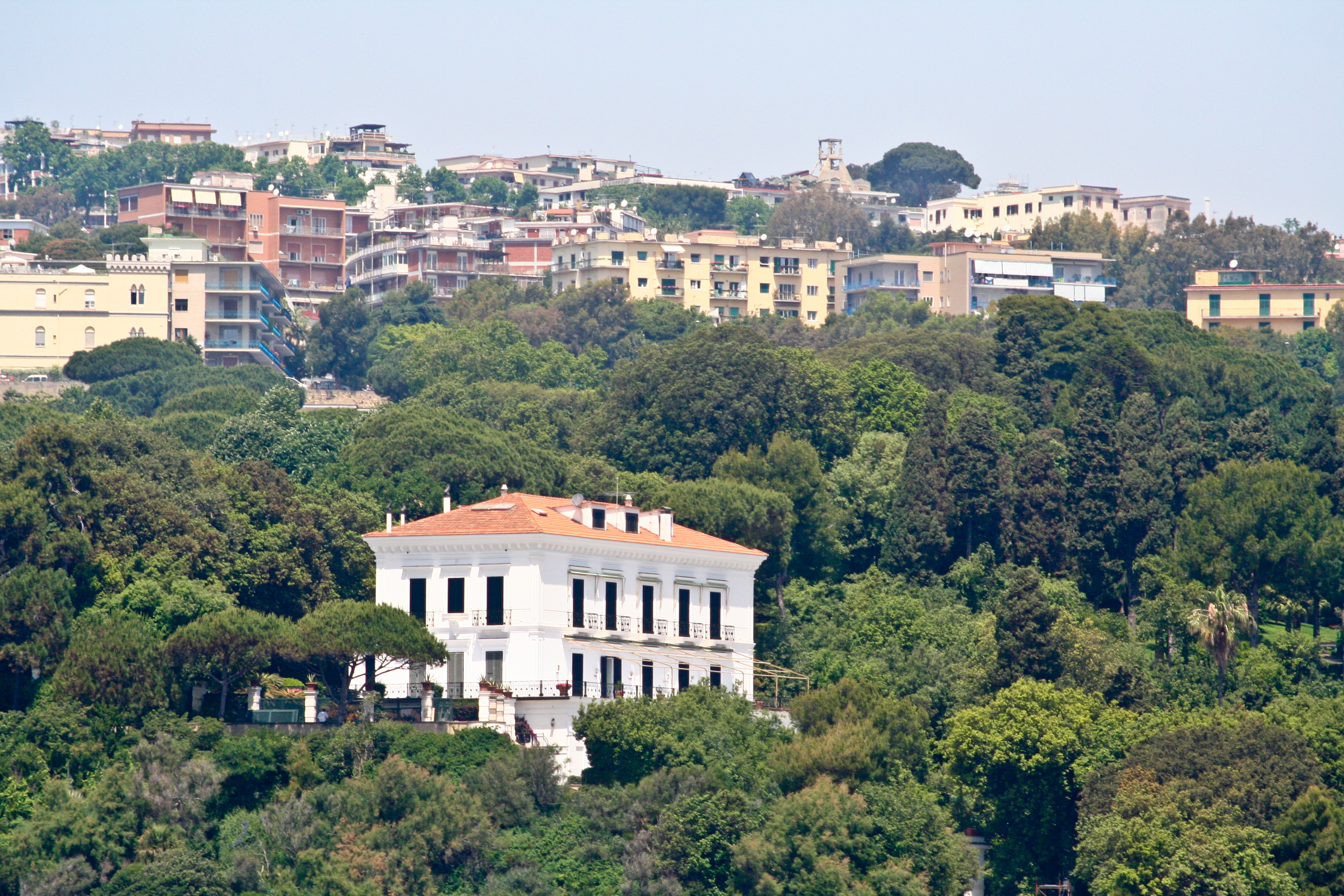
Villa Rosebery

Villa Rosebery é um complexo monumental, utilizado como uma das residências oficiais do presidente da República Italiana. Situada em Nápoles, é um dos principais pontos de referência do neoclassicismo na arquitetura da cidade. 
Construída como residência real, se encontra no bairro de Posillipo, e recebeu este nome porque foi de propriedade do primeiro-ministro britânico Archibald Primrose, 5º Conde de Rosebery. Alguns dos convidados de Rosebery durante sua residência no local teriam sido o rei Eduardo VII e Oscar Wilde.

## Históra
A villa deve sua origem à iniciativa do oficial austríaco Giuseppe de Thurn, que, a partir de 1801, adquiriu algumas propriedades situadas num local privilegiado, sobre o cabo Posillipo, para erguer uma residência campestre circundada por um jardim, com amplos pomares e vinhedos. A propriedade foi adquirida, logo em seguida, pela princesa de Gerace e seu filho, Agostino Serra di Terranova, que a converteram numa villa di rappresentanza, a ser utilizada para receber e entreter outros aristocratas. Graças às contribuições dos arquitetos italianos Stefano e Luigi Gasse, a villa foi transformada numa elegante residência, e também foram reestruturados os casini di pertinenza.
Em 1857 os herdeiros da família Serra venderam a propriedade a Luís de Bourbon-Duas Sicílias, conde de Áquila - irmão do rei Fernando II e comandante da Marinha Real das Duas Sicílias - e a villa passou foi renomeada como "La Brasiliana", em homenagem à condessa de Áquila, a princesa Januária do Brasil - irmã do imperador Pedro II. Em poucos anos, Luís ampliou os jardins, enriquecendo-os com um vasto parque, e fez construir um atracadouro especial. Logo em seguida, porém, com os rumos políticos do país após o chamado Risorgimento, em 1860, teve de se exilar na França.
A villa foi então vendida ao banqueiro francês Gustave Delahante, e posteriormente adquirida, em 1897, por Archibald Primrose, 5º Conde de Rosebery, estadista britânico que havia sido primeiro-ministro de 1894 a 1895. Após abandonar a vida pública, Lord Rosebery transformou a villa num oásis de tranquilidade, acessível somente a seus seletos amigos e companheiros estudiosos, até que em 1909 decidiu doar a propriedade ao governo inglês, devido às crescentes despesas com a sua manutenção e com sua retomada das suas atividades políticas.
A Villa Rosebery se tornou então um local para recepções e férias dos embaixadores britânics na Itália; em 1932, no entanto, acabou sendo doada ao Estado italiano, que a utilizou como residência de verão da família real italiana. Em 1934 a princesa Maria José, esposa de Humberto de Savóia, deu luz ali à sua primogênita Maria Pia, e a partir daquele momento a villa passou a ser chamada de "Villa Maria Pia".
A partir de junho de 1944, durante a lugar-tenência do seu filho Umberto, Vítor Manuel e a rainha Helena de Montenegro se transferiram para a Villa Maria Pia. O casal real viveu na residência partenopéia até Vítor Manuel III não assinar o ato de abdicação a favor do filho Umberto, no dia 9 de maio de 1946, antes de partir para o exílio. Após ser requisitada provisoriamente pelos Aliados, a villa recuperou o nome anterior de Villa Rosebery. Foi concedida primeiro para a Accademia Aeronautica, para depois entrar, a partir de 1957, no rol de residências disponíveis para o Presidente da República Italiana.